# Número defectivo

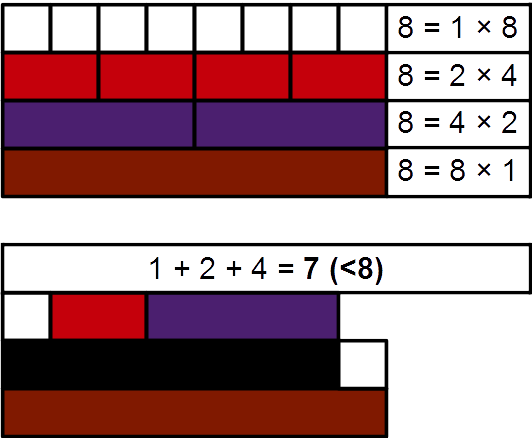
Demostración con las regletas de Cuisenaire de la deficiencia del número 8

En teoría de números, un número defectivo o número deficiente es un número n para el que la suma de sus divisores es menor que 2n. De manera equivalente, es un número para el que la suma de sus divisores propios (o suma alícuota) es menor que n. Por ejemplo, los divisores propios de 8 son 1, 2 y 4, y su suma es menor que 8, por lo que 8 es deficiente.
Denotando por σ(n) a la suma de los divisores, el valor 2n − σ(n) es la deficiencia del número n. En términos de la suma alícuota s(n), la deficiencia es n - s(n).

## Ejemplos
Los primeros números deficientes son
1, 2, 3, 4, 5, 7, 8, 9, 10, 11, 13, 14, 15, 16, 17, 19, 21, 22, 23, 25, 26, 27, 29, 31, 32 , 33, 34, 35, 37, 38, 39, 41, 43, 44, 45, 46, 47, 49, 50, ... (sucesión A005100 en OEIS)
Como ejemplo, considérese el número 21. Sus divisores son 1, 3, 7 y 21, y su suma es 32. Como 32 es menor que 42, el número 21 es deficiente. Su deficiencia es 2 × 21 − 32 = 10.

## Propiedades
Dado que las sumas alícuotas de los números primos son iguales a 1, todos los números primos son deficientes. Más generalmente, todos los números impares con uno o dos factores primos distintos son deficientes. De ello se deduce que hay infinitos números deficientes impares. También hay un número infinito de números deficientes pares, ya que todas las potencias de dos tienen la suma (1 + 2 + 4 + 8 + ... + 2x-1 = 2x - 1).
De manera más general, todas las potencias primas {\displaystyle p^{k}} son deficientes porque sus únicos divisores propios son {\displaystyle 1,p,p^{2},\dots ,p^{k-1}}, que suman {\displaystyle {\frac {p^{k}-1}{p-1}}}, que es como mucho {\displaystyle p^{k}-1}.
Todos los divisores propios de números deficientes son deficientes. Además, todos los divisores propios de números perfectos son deficientes.
Existe al menos un número deficiente en el intervalo {\displaystyle [n,n+(\log n)^{2}]} para todo n suficientemente grande.

## Conceptos relacionados

Diagrama de Euler de los números menores de 100, clasificados como abundantes, abundantes primitivos, altamante abundantes, superabundantes, colosalmente abundantes, altamente compuestos, altamente compuestos superiores, extraños y perfectos en relación con su deficiencia y composición de factores

Estrechamente relacionados con los números deficientes están los números perfectos con σ(n) = 2n, y los números abundantes con σ(n) >  2n.
Los números naturales fueron clasificados por primera vez como deficientes, perfectos o abundantes por Nicómaco de Gerasa en su Introductio Arithmetica (hacia el año 100).